# Karoline Herfurth
Karoline Herfurth (ur. 22 maja 1984 w Berlinie wschodnim) – niemiecka aktorka i reżyserka.

## Życiorys
Karoline Herfurth urodziła się w Berlinie w dzielnicy Pankow. Była drugim dzieckiem jej rodziców, którzy rozwiedli się, gdy Karoline miała dwa lata. Tak dorastała w przybranej rodzinie w dwóch domach, w Berlinie-Mitte i Berlinie-Hohenschönhausen. Ma siedmioro rodzeństwa.
Od 1990 do 1999 chodziła do Wolnej Szkoły Waldorfskiej – Mitte, w 1999 przeniosła się do szkoły im. Rudolfa Steinera w Berlinie, w której w 2003 zdała maturę. Przez siedem lat była uczennicą szkoły muzycznej w Berlin-Hohenschönhausen. Tańczyła w grupie dziecięcej FEZ Wulheide i była przez parę lat członkinią cyrku dziecięcego Cabuwazi
W 2008 roku Karoline ukończyła szkołę filmową im. Ernsta Buscha i następnie też studia z dziedziny socjologii i politologii na uniwersytecie Humboldtów

## Filmografia

### Aktorstwo
- 1995 – Ferien jenseits des Mondes
- 2000 – Crazy jako Anna
- 2000 – Küss mich, Frosch jako Mary
- 2001 – Dziewczyny, dziewczyny jako Lena
- 2002 – Dziewczyny nie płaczą jako Steffi
- 2002 – Mein Name ist Bach jako księżniczka Amelia
- 2004 – Gdzie jest księżniczka jako księżniczka Sophie
- 2004 – Dziewczyny, dziewczyny 2 jako Lena
- 2005 – Inna liga jako Hayat
- 2005 – Anemonenherz
- 2006 – Pachnidło jako Dziewczyna ze śliwkami
- 2006 – Peer Gynt jako Solveig
- 2006 – Die Kinder der Flucht: Breslau brennt!
- 2007 – Pornorama jako Luzi
- 2008 – Lektor jako Marthe
- 2008 – W zimie minie rok jako Lilli Richter
- 2008 – Das Wunder von Berlin jako Anja Ahrendt
- 2009 – Berlin 36 jako Gretel Bergmann
- 2009 – Gęsiareczka jako księżniczka Elisabeth
- 2010 – Vincent will Meer jako Marie
- 2010 – Jesteśmy nocą jako Lena
- 2010 – Das Leben ist zu lang
- 2010 – So wie wir hier zusammen sind (Film krótkometrażowy)
- 2011 – Księżycowe obietnice jako Młoda Marga Baumanis
- 2011 – Festung jako Claudia
- 2012 – Namiętność jako Dani
- 2012 – Zettl jako Verena
- 2012 – Errors of the Human Body jako Rebekka
- 2013 – Szkolna imprezka jako Lisi Schnabelstedt
- 2014 – Rico, Oskar i głębocienie jako Tanja Doretti
- 2015 – Rico, Oskar und das Herzgebreche jako Tanja Doretti
- 2015 – Hugo i łowcy duchów jako Hopkins
- 2015 – Traumfrauen jako Hannah
- 2015 – Szkolna imprezka 2 jako Lisi Schnabelstedt
- 2016 – Rico, Oskar und der Diebstahlstein jako Tanja Doretti
- 2016 – SMS do ciebie jako Clara
- 2017 – You Are Wanted jako Lena
- 2018 – Mała Czarownica / Kleine Hexe jako mała Czarownica

### Reżyser
- 2012 – Mittelkleiner Mensch (Film krótkometrażowy)
- 2016 – Sms do ciebie
- 2022 – Wunderschön
- 2025 – Wunderschöner

## Źródła
- Szkolna imprezka 2 - Oficjalna broszura płyty DVD